# Németh László (író)

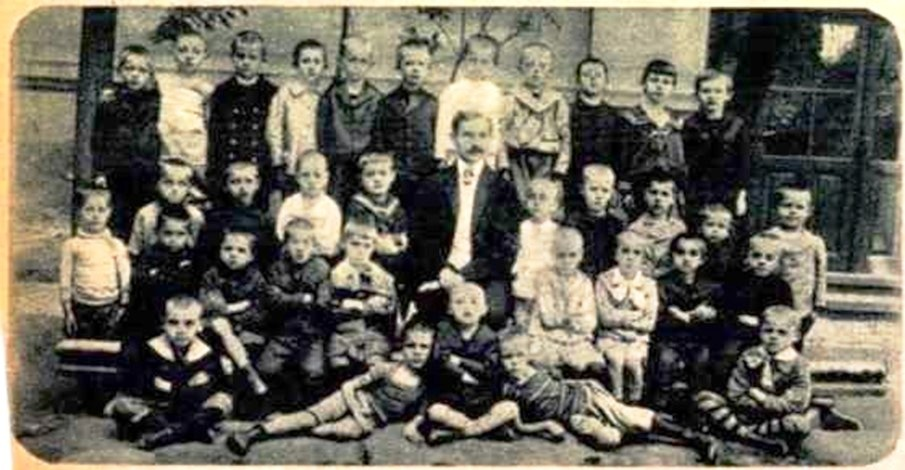
Osztályfénykép, Medve utcai elemi iskola, 1907. Középen Fekete Jenő tanító, tőle balra Németh László, jobbra Grawátsch Tivadar, azaz Bilicsi Tivadar

Németh László (teljes nevén: Németh László Károly, Nagybánya, 1901. április 18. – Budapest, 1975. március 3.) Kossuth-díjas magyar író, esszéista, drámaíró, műfordító, orvos, 1998-tól a Digitális Irodalmi Akadémia posztumusz tagja. Írói álneve: Lelkes László.

## Élete

### Családja
Édesapja Németh József (1873–1946), a nagybányai Magyar Királyi Állami Főgimnázium tanára, édesanyja Gaál Vilma (1879–1957), tisztviselő család gyermeke. 1901. június 2-án keresztelték.

### Tanulmányai
Családjával 1904-ben Szolnokra, majd 1905-ben Budapestre költözött. A Medve utcai általános iskolában (1907–11) tanult, majd gimnáziumi tanulmányait a Bulyovszky (ma: Rippl-Rónai) utcai Kemény Zsigmond (1911–17) és a budai Toldy Ferenc Főreáliskolában (1917–19) végezte. Bölcsésznek készült, 1919-ben magyar–francia szakos bölcsészhallgató, de 1920 tavaszán átiratkozott az orvoskarra, ahol fogorvosi diplomát szerzett 1925-ben, s cselédkönyves orvos lett a Szent János Kórházban. Később fogorvosi rendelőt nyitott, majd iskolaorvos lett.

### Írói pályája

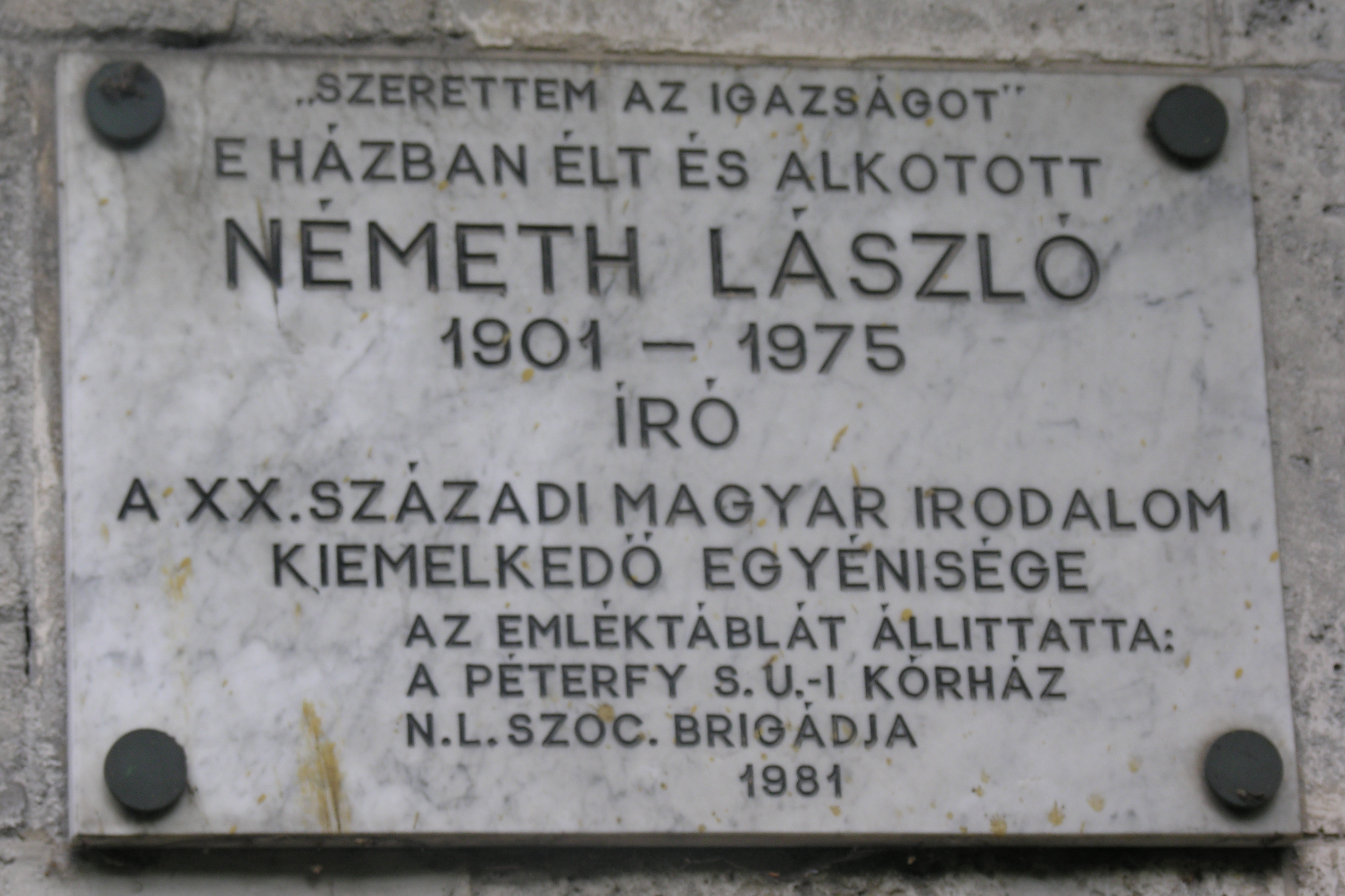
Emléktáblája egykori lakhelyén, a Szilágyi Erzsébet fasor 79. számú házon

1925 decemberében a Nyugat novellapályázatán a Horváthné meghal című paraszttörténetével első díjat nyert.
Az év karácsonyán feleségül vette Démusz Ellát (1905–1989), Démusz János vendéglős lányát. 1926 és 1944 között hat lányuk született, közülük ketten csak rövid ideig éltek. Leányai közül Jakabffyné Németh Magdából (1926–?) pedagógus lett. Lakatos Istvánné, Németh Ágnes (1934-2020) vegyészmérnök ; Dörnyei Józsefné, Németh Judit (1932–2019) fizikus professzor, az MTA rendes tagja volt; Németh Csillából (1944–2019) pedig orvos lett. 1926-tól cikkei, könyvismertetései jelentek meg a Nyugatban, a Protestáns Szemlében, a Társadalomtudományban, később az Erdélyi Helikonba és a Napkeletbe is írt, ez utóbbinak 1931-ig vezető kritikusa volt (a Protestáns Szemlében és Napkeletben eleinte Lelkes László álnéven szerepelt).
1926-ban megnyitotta fogorvosi rendelőjét, még externistaként pedig bejárt az új Szent János Kórház elme- és idegosztályára. Iskolaorvosi állást vállalt a Toldy Főreáliskolában (1926–27), az Egressy úti (1928–31), és a Medve utcai polgári iskolában (1931–43).
1927-ben a Napkelet munkatársa. 1928-ban feleségével Olaszországba és Franciaországba utazott. 1929-ben a Napkeletben jelent meg első regénye, az Emberi színjáték. Télen tuberkulózisban megbetegedett. Olaszországban és Felsőgödön gyógyíttatta magát, felhagyott a fogorvosi gyakorlattal. 1930-ban Baumgarten-díjat kapott, de Hatvany Lajos támadása miatt visszaadta. 1931-ben kiegészítő érettségit tett görögből; rövid ideig görög szakos bölcsész volt. November 29-én Debrecenben részt vett az Ady Endre Társaság irodalmi estjén, mely öt „népi író” (Németh, Erdélyi József, Illyés Gyula, Kodolányi János, Szabó Lőrinc) sikeres bemutatkozása volt a közönség előtt. 1930 és 1935 között az esztergomi Sátorkőpusztán töltötte nyarait, amelyről az utókor emléktáblán is megemlékezett.
A Nyugattal már az 1920-as évek végétől sem volt felhőtlen a kapcsolata. Az 1930-as évek elejétől szembekerült Babits Mihállyal, részben a formálódó népi mozgalom (és különösen Kodolányi János), 1932-ben pedig Török Sophie értékelése miatt. A Nyugat és Németh közötti szakításban Németh László Magam helyett című 1943-as tanulmánya szerint (Török Sophie ügye és más ügyek mellett) Kodolányi személye is szerepet játszott; még a november 29-ei debreceni est előtt végződött szerencsétlenül annak az „erélyes hangú” levélnek az ügye, melyet Németh Basch Lóránthoz, a Baumgarten Alapítvány egyik kurátorához intézett Kodolányi megsegélyezése ügyében. Az ügy a másik kurátor, Babits elzárkózásával, sőt kínos jelenettel végződött (Németh épp Babits lakásán tartózkodott, amikor Basch telefonon beszámolt kurátortársának a levélről).
1932. szeptember 26-án Tanú címmel lapot indított, amelyet egymaga írt és szerkesztett. A folyóiratnak 1937 tavaszáig 17 kötete jelent meg. 1934 áprilisától rövid ideig Fülep Lajossal és Gulyás Pállal szerkesztette a Választ, a Magyar Rádióban átvette az irodalmi osztály irányítását (1934–35). Viszonylag rövidnek mondható rádiós működése során igyekezett az akkori kortárs magyar irodalom egészét felölelni, műsorában a kor nagy vagy később naggyá vált, vagy akkoriban felkapott, de azóta elfeledett írói, költői maguk olvasták fel műveiket, vagy azok egy-egy részletét, majd beszélgettek róluk Németh Lászlóval. A műsorban bevezetett határozott minőségelvűség egy valóban nívós rovatot eredményezett, amely, ötvözve a rádiózásról és ezen belül a népművelés fontosságáról írt tanulmányával évtizedekre jelentős befolyásoló erővel bírt a Magyar Rádió műsorpolitikájára, hatása pedig részben máig érezhető az irodalmi műsorok terén. 1934-ben jelent meg első könyve, az Ember és szerep. 1935-ben csatlakozott az Új Szellemi Front reformmozgalmához; a Sziget című folyóirat és a Magyarságtudomány munkatársa.
1938. március 30-án a Nemzeti Színház Kamaraszínháza bemutatta Villámfénynél című darabját, melyet két társadalmi drámájának bemutatása követett a Nemzeti Színházban: Papucshős (1939. november 4.), Cseresnyés (1942. január 10.). 1939. május 13-án mutatta be a Nemzeti Színház első nagy történelmi drámáját, a VII. Gergelyt.
1939-től 1942-ig Móricz Zsigmond „adjutánsa” volt a Kelet Népe szerkesztésében. 1940-ben Törökvész úti házát felajánlotta egy népfőiskola céljaira, de megnyitására a hatóságok nem adtak engedélyt. A második világháború alatt a Kelet Népe, a Híd és a Magyar Csillag munkatársa volt. Tanulmányait A minőség forradalma címmel gyűjtötte kötetbe. 1943-ban iskolaorvosként nyugdíjba vonult. A második szárszói konferencia egyik előadója volt. Az úgynevezett szárszói beszédében 1943 nyarán, egy évvel a magyarországi zsidóság deportálása előtt olyan kijelentést tett a zsidóságra vonatkozóan, amely Németh egész további sorsát és az egész Németh László-i életműhöz való viszonyulást gyökeresen megváltoztatta, befolyásolta mind a mai napig. Németh a beszéd 1944-es megjelenésekor már kihúzta a zsidósággal kapcsolatos inkriminált sorokat.
A második világháború előtt gyakori és hosszan tartó vendég volt Dorogon, a városhoz való kötődése mindvégig megmaradt. Élete utolsó író-olvasó találkozóját is ott tartotta, 1970-ben, amelyről a Dorogi Gimnázium folyosóján elhelyezett kis kiállítás emlékezik meg. A város tisztelete kifejezéseként a gimnáziumot szerette volna elnevezni róla, ám politikai nyomásra a szocialista ideológiának jobban megfelelő Kelen Jolán lett a névadó.
1944. március 19-étől, a német megszállás alatt Felsőgödön, Szilasbalháson, majd Budapesten élt. Ezekben a hónapokban egyetlen folyóiratba sem írt. Miután a szovjetek elfoglalták Budapestet, családjával együtt Békésre költözött.

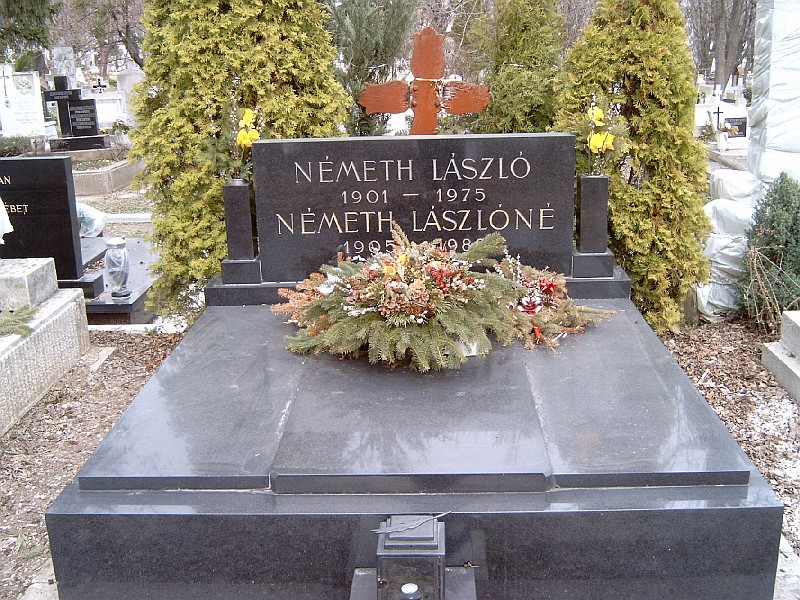
Feleségével, Démusz Ellával közös sírja Budapesten. Farkasréti temető: 9/1-1-76/77.

1945–48 között főgimnáziumi óraadó tanár Hódmezővásárhelyen. Magyar irodalomtörténetet, de emellett sok más tantárgyat, például matematikát is tanított. 1946-ban Keresztury Dezső oktatási miniszter megbízta a dolgozók iskolájának szakfelügyeletével, kidolgozta ennek az iskolatípusnak a tantervét.
1952-ben Lev Tolsztoj Anna Karenyinájának fordításáért József Attila-díjjal tüntették ki. 1957-ben Kossuth-díjat kapott, összegét a (hódmező)vásárhelyi gimnázium könyvtárának ajándékozta. 1959-ben a Szovjetunióban tett látogatást. Utolsó alkotói korszakában a Tihanyhoz tartozó Sajkodon rendezte be írói műhelyét. 1961-ben a Munka Érdemrend arany fokozatával, 1965-ben Herder-díjjal, 1968-ban Batsányi-díjjal és „A megbecsülés jele” elnevezésű szovjet kitüntetéssel jutalmazták. 1969-ben a Magvető és a Szépirodalmi Könyvkiadó megindította életműsorozatát. 1975. március 3-án hunyt el agyvérzés következtében.

## Művei

### Regényei
- Emberi Színjáték, 1929

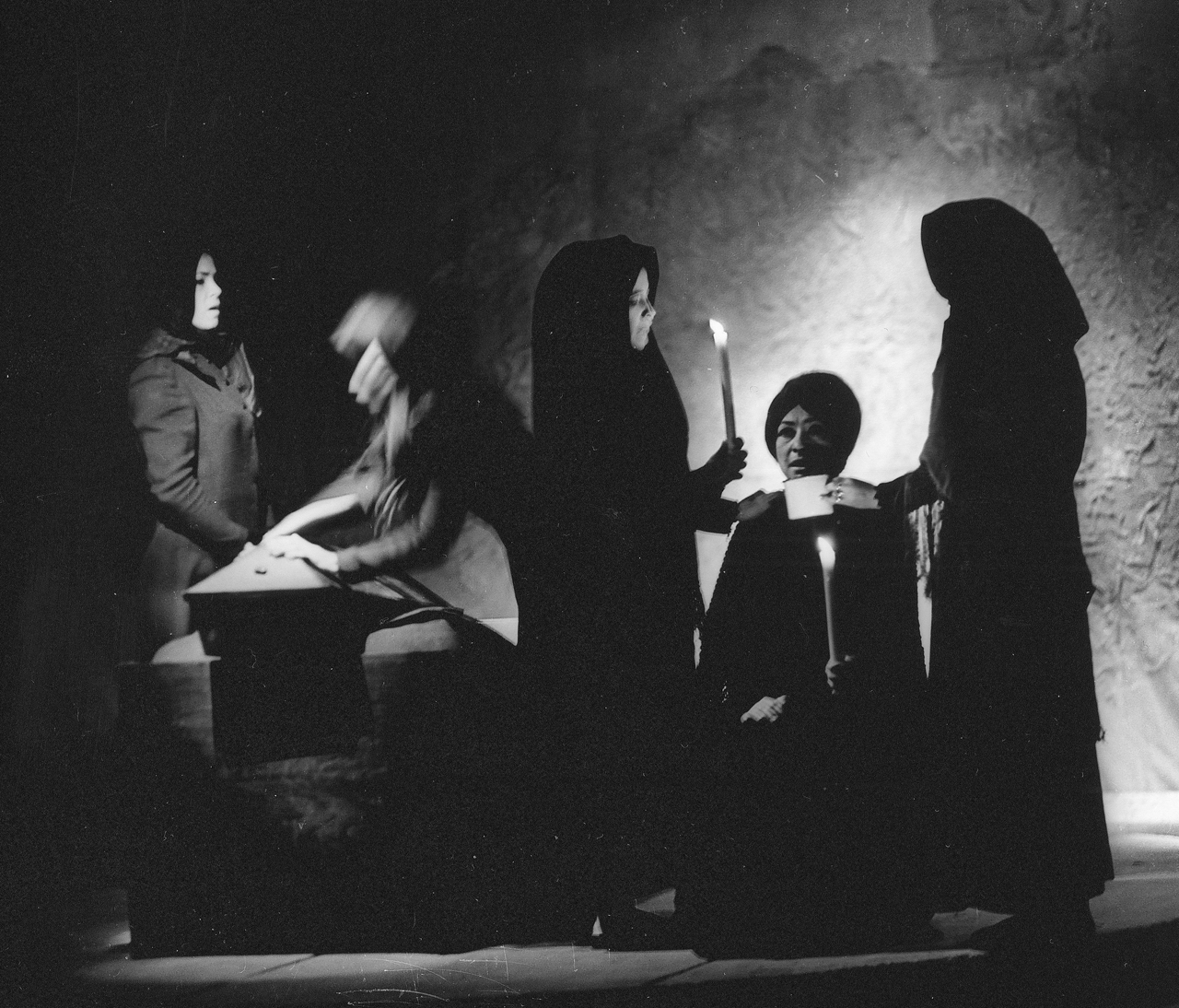
A 25. Színház Gyász című előadása 1971-ben (Korniss Péter felvétele)

- Gyász (regény, 1935): A mű főhőse, Kurátor Zsófi antik jellem. Mivel mindent az ő tudatán keresztül látunk, a regényt nevezhetnénk tudatregénynek is. A mű szerkezetét illetően egyszerre koncentrikus és lineáris, mert a középpontban álló hős körül körszerűen jelenik meg a környezet, és lineáris, mert minden fejezet a hősnőt a végzete felé sodorja. Kurátor Zsófi férje halála után belemerevedik gyászába, s amikor elveszíti egyetlen gyermekét is, a gőgös gyász élete értelme lesz és A faluközösség életét szigorú törvények, szabályozzák – aki vét ellenük, azt szájukra veszik, kiközösítik. Ám a közösséget hajdan összetartó szokásrendszer időközben kiüresedett: Kurátor Zsófi éppen azért válik eltorzult személyiséggé, mert maradéktalanul betartja az özvegytől elvárt viselkedésformát, aminek negatív következményeit a falubeliek is elítélik. A falu közössége kaján rosszindulattal lesi, hogyan képes ellenállni a szemrevaló fiatalasszony „a vére”, az élet kísértéseinek. Mi ad ehhez erőt, hogy erejénél nagyobb fájdalmat magára véve megfojtsa benne a kétségbeesett dac az életkedvet? Az a szerep – a „gyász” – azaz emberi magatartásminta, amit az író számára a görögség szellemével, főként Szophoklész drámáival való megismerkedés sugallt: ahogyan a lélek megadja magát a szerep mitikus parancsának (Élektra alakja). Zsófi alakjában Németh László a falu megmerevedett szokásrendje elleni lázadást festette meg kitűnően. A két háború közti magyar falu megkövesült emberi viszonyait, erkölcsi, társadalmi válságát híven ábrázoló regény lebilincselő olvasmány.
- Bűn (regény, 1936)
- Iszony (regény, 1947): Az Iszony című regény egy házassághoz vezető út és maga a házasság történetének elbeszélése, mely házasság két egzisztenciálisan egymástól idegen ember között köttetett meg, akik őszintén vagy önáltató hazugságok által, illetve társadalmi szokások miatt, a bekövetkezett tragikus végkifejletig megmaradnak ebben az intézményben. A regény hősnője, Kárász Nelli, eredendően magányos, de legfeljebb monogám alkat: férfiak közül édesapján kívül egyedül sógora, Takaró Imre iránt mélyül el (ha nem is nagymértékben) pozitív érzelmekben. A helytelen, de szükségszerűnek tűnő választás eredményeképpen adódó házassága egyre inkább elszigeteli az emberek világában, magányával csak a természetbe fog megnyugtató módon beleilleszkedni. Önállóságának tragédiája a házasság éveiben a reá kényszerített függés, hogy önmaga fölött nem önmaga rendelkezik, hanem a házaséletre (elsősorban morális) törvény kötelezi. Maga a közösülés és ezáltal a férje iránti iszony az a lelki folyamat, amelyet a regény színes társadalomrajzzal és történetmeséléssel a háttérben Nelli által elbeszélve elemezve kifejt. Takaró Sanyi a házasság mindennapjaiban rendszeresen erőszakot követ el Nelli testén (a lelkét soha nem érinti, csupán elzárja a szabadság levegőjétől). Nelli igyekszik jó háziasszony lenni, mert ebbe fekteti az energiáját, illetve megpróbál minél rosszabb feleség lenni, bosszantani a férjét, hogy ezáltal is eltávolítsa őt magától, de ebben a törekvésében elbukik, mivel Sanyi soha nem adja fel a harmonikus házasélet megvalósítását. A férj szerelemistennőként tekint feleségére, még szerelmi praktikákat is bevet, miközben Nelli jelleme artemiszi: tiszta, szűzies, szigorú, magányosságra törekvő. A hétköznapok egyhangú keserűsége mellett a féltékenység is meggyötri a házastársakat: Jókuti tolakodva közeledik Nellihez, amit Sanyi szóvá is tesz annak ellenére, hogy megismerhette volna már felesége hűvös és tartózkodó jellemét. A házasság vége előtti időkben Sanyi a cselédlányokkal tarthat fenn kapcsolatot, emiatt Nelli még az eddigieknél is jobban, kimondhatatlanul viszolyog férjétől, nemcsak mint férfitől, hanem, mint ösztöneitől irányított, gyenge jellemű, közönséges, öngyilkossággal fenyegető embertől is. A házasságnak Sanyi halála vet véget: betegségből lábadozva, az orvosi intés ellenére, „menyecskézni” kíván feleségével, de a közelharc (Nelli ellenáll) közben megáll a szíve, arcára Nelli éppen párnát szorít (szívinfarktus? fulladás? – nem derül ki a regényből). Kárász Nelli egyetlen igazi anya-tulajdonsága, a másokról való gondoskodás, a cenci kórházban vállalt ápolói feladat által teljesedik ki. A regény széleskörűen jellemzi a regény hősein (álszent édesanya, ügyfélkörére féltékeny orvos…) kívül az emberek közötti különféle kapcsolatokat (mások házassága, együttélések, baráti összejövetelek stb.) is. A szakirodalom Nellit Artemisz istennőn kívül többek között Anna Karenyinával is párhuzamba hozza. A regény hősnője azonban egyedülálló, lelke ellenére nem marad szűz, hanem az iszony sorvasztó-építő tapasztalatát gyűjti házassága alatt, és nem találja meg a boldogságot szeretője (?) oldalán sem. Rokon vonások lehetősége Nuca, Wass Albert: A funtineli boszorkány hősnője esetén azonban fennáll: e két hősnőt egyaránt férfiak környékezik meg nemkívánatos módon, ők ellenállnak, bosszút állnak, gyermekeiknek nem eszményi anyái lesznek, megnyugvást és igazi életet a természet nyújt számukra, emberi környezetük gyanakvással figyeli őket, míg barátaik is vannak, gondoskodó, gyógyító szerepet vállalnak…
- Égető Eszter (regény, 1948): A főhősnő életét kislánykorától nagymamává válásáig végigkövető regény egy élet kiteljesedését mutatja be a cselekmény történelmi horizontját jellemző politikai-szellemi eszmékkel párhuzamosan. Részletesen kibontja a mindenkori társadalmi háttér előszínpadán zajló életeket egymásba fonódásukkal együtt: az emberek kapcsolatainak alakulása, érzelmeik, értékrendjük, erkölcsi választásaik és azok alapjai állnak a regény középpontjában. Eszter három gyermek édesanyjává lesz, gondozására szorul férje, édesapja is, segít a tanyai internátus megszervezésében: támogatja a szellemi értékek elterjedését. A technikai újítások (férjének, apjának szenvedélye) mellett rendkívül fontos számára a gyökerek megtartása: az otthon biztosítása, a család ellátása, az élet zavartalanságának fenntartása, mindezek sorsától reá rendelt feladatok. Alakjához az élet, a termékenység jegye kapcsolható, ezért is látják Démétér istennőben antik kori elődjét (máshol Éva-párhuzamról is írnak). Minden körülmény között – életüket családtagjai közül elég sokan elherdálják: a regény címe eredetileg Őrültek volt, ami az Eszter körül élőkre vonatkozott – a csomorkányi anya és feleség etikai választásaival a közösséghez kapcsolja életét, és hozzájárul környezete virágzó-gyümölcsöző progressziójához az adott viszonyok mellett. Eszter cselekvésének mozgatórugója és termékenységének eszköze a szeretet. Szeret ok nélkül és feltételek nélkül, szereti édesapját, aki gyermekkorában elhanyagolta, férjét (Máté Józsit), aki, miután felesége iránti szerelme elillant, más nők iránti vonzódását nyilvánítja ki, szereti a családját, a lakóhelyét, otthonát, s küldetését a világban. Gondolataival és cselekedeteivel egyaránt a „földön jár”, az állandóan változó politikai eszméktől szinte meg sem érintve, folyamatosan tartja fenn a biztonságot jelentő családot. Sorsszerű és a kor problémáit jelző momentum a regény végén, amint Eszter férje és két gyermeke a háború befejeztével messze kerül hazájától és az anyától, de a nagymamát unokája mellett elgondolkozva hagyja maga mögött az olvasó. A termékeny édesanya és férje mögött bizonyos értelemben megbúvó feleség sok (eddig nem említett) irodalmi alak párhuzamát veti fel, például Mrs. Ramsay (Virginia Woolf: A világítótorony).
- Irgalom (regény, 1965)

### Drámái
- Bodnárné (1931)
- II. József
- VII. Gergely (1939)
- Villámfénynél (1936)
- Pusztuló magyarok (1936–1946)
- Papucshős (1938)
- Erzsébet-nap (1940–46)
- Széchenyi (1946)
- Eklézsia-megkövetés (1946)
- Husz János (1948)
- Galilei (1953)
- Az áruló (1954)
- Petőfi Mezőberényben (1954)
- Apáczai (1955)
- A két Bolyai (1961)
- Csapda
- Gandhi halála
- Négy próféta (verses)
- Utazás (1961)
- Nagy család
- Harc a jólét ellen (1964)
- Szörnyeteg

### Esszékötetei
- A minőség forradalma (1940)
- Készülődés (1941)
- Kisebbségben (1942)
- Sajkódi esték (1961)
- A kísérletező ember (1963)

## Bibliográfia
- Németh László élete képekben.[18]
- Németh László. Digitalizált művek. Digitális Irodalmi Akadémia.[19]
- Tanú. Németh László kritikai folyóirata. Független kritikai folyóirat; szerk. Németh László; Németh László, Budapest, 1932–1936
- Ortega és Pirandello. Két tanulmány; Nagy K. és Tsa., Debrecen, 1933 (Új írók)
- A magyar rádió feladatai; Tanu, Kecskemét, 1934
- Ady Endre; Kecskeméti Ny., Kecskemét, 1934
- Orvostörténet és szellemtudomány; Tanu, Kecskemét, 1934
- Ember és szerep; Tanú-kiadás, Kecskemét, 1934
- Németh László – Kerényi Károly levélváltása; Kerényi Károly, Kecskemét, 1935
- Gyász; Franklin, Budapest, 1936
- Kocsik szeptemberben; Franklin, Budapest, 1937 (Magyar Egyetemi és Főiskolai Hallgatók Országos Területi Szövetségének könyvtára)
- Bűn, 1-2.; Franklin, Budapest, 1937 (Magyar Egyetemi és Főiskolai Hallgatók Országos Területi Szövetségének könyvtára)
- Villámfénynél; Tanu, Budapest, 1937
- A Medve-utcai polgári; Első Kecskeméti Hírlapkiadó, Kecskemét, 1937
- Élet; Csitáry Ny., Székesfehérvár, 1938
- Téli hadjárat. Cikkek, előadások; Kecskeméti Ny., Kecskemét, Budapest, 1940 (Tanú könyvtár)
- Kisebbségben; Első Kecskeméti Hírlapkiadó és Ny., Budapest, 1939 (Tanú könyvtár)
- Berzsenyi; Franklin, Budapest, 1939 (Kultúra és tudomány)
- Alsóvárosi búcsú, 1-2.; Franklin, Budapest, 1939 (Új magyar regények)
- Szerdai fogadónap, 1-2.; Franklin, Budapest, 1939 (Új magyar regények)
- Szekfű Gyula; Bolyai Akadémia, Budapest, 1940 (Bolyai könyvek)
- A minőség forradalma, 1-4.; Magyar Élet, Budapest, 1940
- Magyar ritmus; Mefhosz, Budapest, 1940 (Magyarok könyvtára)
- A másik mester, 1-2.; Franklin, Budapest, 1941 (Új magyar regények)
- Készülődés. A Tanu előtt, 1-2.; Magyar Élet, Budapest, 1941
- Szerdai fogadónap; Franklin, Budapest, 1941 (Magyar Egyetemi és Főiskolai Hallgatók Országos Területi Szövetségének könyvtára)
- A másik mester, 1-2.; Franklin, Budapest, 1942 (Új magyar regények)
- Bűn; Franklin, Budapest, 1942
- Cseresnyés. Színjáték; tan. Karácsony Sándor; Exodus, Budapest, 1942
- Széchenyi. Vázlat; Bolyai Akadémia, Budapest, 1942 (Bolyai könyvek)
- Móricz Zsigmond; Turul, Budapest, 1943 (Turul könyvek)
- Magam helyett. 1. r.; Turul, Budapest, 1943 (Turul könyvek)
- Lányaim; Turul, Budapest, 1943 (Turul könyvek)
- Emberi színjáték. (1928), 1-2.; Franklin, Budapest, 1944 (Új magyar regények)
- Az értelmiség hivatása; Turul, Budapest, 1944 (A tájékozódás könyvei)
- A tanügy rendezése; Sarló, Budapest, 1945
- Széchenyi. Dráma; Misztótfalusi, Budapest, 1946 (Németh László színháza)
- Eklézsia-megkövetés. Dráma; Misztótfalusi, Budapest, 1947 (Németh László színháza)
- Iszony. Regény; Nyugat, Budapest, 1947
- Gulyás Pál szobájában; Alföldi Ny., Debrecen, 1956 (Alföldi füzetek)
- II. József. Dráma; Alföldi Ny., Debrecen, 1956 (Alföld füzetek)
- Égető Eszter; Magvető, Budapest, 1956
- Történeti drámák, 1-2.; Szépirodalmi, Budapest, 1956
- Társadalmi drámák, 1-2.; Szépirodalmi, Budapest, 1958
- Sajkódi esték; Magvető, Budapest, 1961
- Változatok egy témára. Bolyai Farkas, Bolyai János; Szépirodalmi, Budapest, 1961
- Mai témák; Szépirodalmi, Budapest, 1963
- A kísérletező ember; Magvető, Budapest, 1963
- Irgalom. Regény, 1-2.; Szépirodalmi, Budapest, 1965
- Újabb drámák; Szépirodalmi, Budapest, 1966
- Puskin; Gondolat, Budapest, 1967 (Irodalomtörténeti kiskönyvtár)
- Kiadatlan tanulmányok, 1-2.; Magvető, Budapest, 1968
- Utolsó kísérlet, 1-2.; Magvető, Budapest, 1969 (Németh László munkái)
- Negyven év. Pályatörténet; Magvető–Szépirodalmi, Budapest, 1969 (Németh László munkái)
- Az én katedrám. Tanulmányok; Magvető–Szépirodalmi, Budapest, 1969 (Németh László munkái)
- Két nemzedék. Tanulmányok; Magvető, Budapest, 1970 (Németh László munkái)
- Szerettem az igazságot. Drámák, 1931–1955, 1-2.; Szépirodalmi, Budapest, 1971 (Németh László munkái)
- Kísérleti dramaturgia. Drámák, 1960–1969, 1-2.; Magvető–Szépirodalmi, Budapest, 1972 (Németh László munkái)
- Megmentett gondolatok; Magvető–Szépirodalmi, Budapest, 1969 (Németh László munkái)
- Európai utas. Tanulmányok; Magvető–Szépirodalmi, Budapest, 1973 (Németh László munkái)
- Drámák; Magvető–Szépirodalmi, Budapest, 1977 (30 év)
- Homályból homályba. Életrajzi írások, 1-2.; életrajz Hölvényi György; Magvető, Budapest, 1977 (Németh László munkái)
- VII. Gergely. Történelmi dráma; utószó Veress Dániel; Kriterion, Bukarest, 1979
- Utolsó széttekintés. Életrajzi írások, esszék, drámák, műhelyvallomások; életrajz Hölvényi György; Magvető–Szépirodalmi, Budapest, 1980 (Németh László munkái)
- Pedagógiai írások; vál., előszó, jegyz. Fábián Ernő; Kriterion–Európa, Bukarest–Budapest, 1981 (Téka)
- Németh László válogatott művei, 1-3.; vál., szöveggond., jegyz. Király István; Szépirodalmi, Budapest, 1981 (Magyar remekírók)
- San Remó-i napló; előszó, jegyz. Szigethy Gábor; Magvető, Budapest, 1981 (Gondolkodó magyarok)
- Akasztófavirág; Magvető, Budapest, 1985
- Művelődéspolitikai írások; vál., szerk., utószó Monostori Imre; Múzsák, Budapest, 1986 (Társadalom és művelődés)
- Berzsenyi Dániel; Szépirodalmi, Budapest, 1986
- Utolsó kísérlet, 1-2.; Szépirodalmi–Magvető, Budapest, 1987 (Németh László munkái)
- Levelek Magdához; szerk. Németh Magda, Monostori Imre; TIT Komárom Megyei Szervezete–Új Forrás Szerkesztősége, Tatabánya, 1988
- Négy könyv; vál., szerk. Németh Judit, sajtó alá rend. Vekerdi László; Szépirodalmi, Budapest, 1988
- Életmű szilánkokban. Tanulmányok, kritikák, vallomások, 1-2.; szerk., sajtó alá rend., jegyz. Grezsa Ferenc; Szépirodalmi–Magvető, Budapest, 1989 (Németh László munkái)
- Sorskérdések; szöveggond., jegyz. Grezsa Ferenc, utószó Juhász Gyula; Szépirodalmi–Magvető, Budapest, 1989 (Németh László munkái)
- Egy barátság levelekben. Gulyás Pál és Németh László levelezése; sajtó alá rend., jegyz. Gulyás Klára és G. Merva Mária, utószó Gulyás Klára; Petőfi Irodalmi Múzeum, Budapest, 1990
- Németh László–Latinovits Zoltán: Győzelem. Szövegek, legendák, dokumentumok; összegyűjt., szerk., tan., jegyz. Szigethy Gábor, fotók Benkő Imre; Országos Színháztörténeti Múzeum és Intézet, Budapest, 1991
- „A szellem: rendező nyugtalanság”. Beszélgetések Németh Lászlóval; összeáll., előszó Monostori Imre; Argumentum, Budapest, 1992
- Németh László élete levelekben, 1914–1948; szerk., sajtó alá rend. Németh Ágnes, jegyz. Grezsa Ferenc; Szépirodalmi–Magvető, Budapest, 1993 (Németh László munkái)
- II. József. Dráma öt felvonásban; Interpopulart, Szentendre, 1995 (Populart füzetek)
- Ha én miniszter lennék. Levél egy kultúrpolitikushoz; Balaton Akadémia, Balatonboglár, 1997 (Balaton Akadémia könyvek)
- Németh László élete levelekben, 1–3.; összegyűjt., szerk. Németh Ágnes, jegyz., utószó Domokos Mátyás, szöveggond., mutatók Duró Gábor; Osiris, Budapest, 2000 (Osiris klasszikusok)
- „Benned róvom erdélyi adómat”. Németh László és Veress Dániel levélváltása, 1959–1975; Pallas-Akadémia, Csíkszereda, 2001 (Bibliotheca Transsylvanica)
- A másik mester, 1–2.; utószó Domokos Mátyás; Osiris, Budapest, 2001
- Írások a hipertóniáról; összeáll. Németh Magda; Nap, Budapest, 2001
- Németh László-breviárium; összeáll. Rubovszky Rita, utószó Valaczka András; Nemzeti Tankönyvkiadó, Budapest, 2001
- A felelősség szorításában. Jelek a társadalomnak. 1945–1975, 1-3.; szerk. Németh Ágnes; Püski, Budapest, 2001
- A magyar élet antinómiái; vál., szerk., bev. Monostori Imre; TTFK–Kortárs, Budapest, 2002 (Magyar néző)
- Németh László: breviárium; szerk. Kovács Zoltán; Mundus, Budapest, 2002 (Mundus – új irodalom)
- Magam helyett. Tanulmányok az életemről, 1-2.; szöveggond., összeáll. Németh Ágnes; Püski, Budapest, 2002
- A feltámadt költő. Versek, verses drámák; Kráter, Pomáz, 2004 (Németh László szépirodalmi munkái)
- Írások a világirodalomról. Tanulmányok, esszék, kritikák, 1-3.; szerk., jegyz., utószó Ekler Andrea; Magyar Napló, Budapest, 2005–2009
- Napló; összeáll., szöveggond., utószó Németh Ágnes; Tiszatáj Alapítvány, Szeged, 2006 (Tiszatáj könyvek)
- Levelek Magdához; vál., összeáll. Németh Magda; Nap, Budapest, 2009 (Különleges könyvek)
- Szerdai fogadónap. Regény; előszó Kaiser László; Kráter, Pomáz, 2010 (Németh László szépirodalmi munkái)
- A magyar forradalomról; Nap, Budapest, 2011 (Magyar esszék)
- Történet és vallomás. Írások a magyar irodalomról; szerk., jegyz., utószó Ekler Andrea; Magyar Napló–Írott Szó Alapítvány, Budapest, 2011
  - 1. Tanulmányok, esszék, kritikák
- Szilánkok Németh László levelezéséből, 1914–1948; vál., jegyz. Németh Ágnes; Éghajlat, Budapest, 2012
- Illúzió és alkotás. Írások a magyar irodalomról II. Tanulmányok, esszék, kritikák; szerk., jegyz., utószó Ekler Andrea; Magyar Napló, Budapest, 2014
- „…tőlem külön nem engedlek”. Németh László és felesége levelezése, 1920–1973; sajtó alá rend., jegyz. Németh Ágnes és Gál Mihály; Gondolat, Budapest, 2014
- Két kultúra között. Művelődéspolitikai írások, 1–2.; összeáll., szerk. Monostori Imre; Nap, Budapest, 2015–2016 (Magyar esszék)

## Szakirodalom
- Gulyás Pál: Németh László; Első Kecskeméti Hírlapnyomda, Kecskemét, 1932
- Keszi Imre: Németh László és a zsidóság; Libanon, Budapest, 1937 (Libanon füzetek)
- Vekerdi László: Németh László alkotásai és vallomásai tükrében; Szépirodalmi, Budapest, 1970 (Arcok és vallomások)
- Jánosik Zsuzsa: A tömörítés eszközei Németh László prózájában; ELTE, Budapest, 1971 (Nyelvtudományi dolgozatok)
- K. Szoboszlay Ágnes: A szemléletesség eszközei Németh László nyelvében; Akadémiai, Budapest, 1972 (Nyelvtudományi értekezések)
- Gombos Gyula: Németh László. Vázlat; Püski, New York, 1975
- Grezsa Ferenc: Németh László vásárhelyi korszaka; Szépirodalmi, Budapest, 1979
- Németh László: Tanu. Repertórium; összeáll. Sarlós Vera; s.n., Budapest, 1980
- Németh László. Bibliográfia; összeállította Bartha Istvánné; Eötvös Megyei Könyvtár, Veszprém, 1980
- Németh László emlékház. Hódmezővásárhely, Tanácsköztársaság tér 2.; Tornyai Múzeum, Hódmezővásárhely, 1981
- Gombos Gyula: Igazmondók; Püski, New York, 1981
- Sándor Iván: Németh László üdvtana tanulmányainak, drámáinak, önvallomásainak tükrében; Gondolat, Budapest, 1981
- Németh László. Válogatott bibliográfia; összeáll. Kőszegfalvi Ferenc; Németh László Városi Könyvtár, Hódmezővásárhely, 1981
- Németh László életműve. Az MTA Irodalomtudományi Intézete és az Újvidéki Magyar Nyelv, Irodalom és Hungarológiai Kutatások Intézete közös tanácskozása. Budapest, 1981. november 26-27.; MTA Irodalomtudományi Intézet, Budapest, 1982
- Béládi Miklós: Az értelem-alapító. Négy írás Németh Lászlóról; Új Aurora, Békéscsaba, 1982 (Új Aurora füzetek)
- Kocsis Rózsa: Minőségeszmény Németh László szépírói műveiben; Magvető, Budapest, 1982 (Elvek és utak)
- Mutató Németh László munkáihoz; összeáll. Hartyányi István; Somogyi-könyvtár, Szeged, 1983 (A Somogyi-könyvtár kiadványai)
- Németh László; összeáll. Nikodémus Antal; MKKE Rajk László Szakkollégium, Budapest, 1984
- Németh László élete képekben; összeáll. Németh Lászlóné, Lakatos Istvánné Németh Ágnes, képvál. Lakatos István, Németh Lászlóné; Gondolat, Budapest, 1985
- Grezsa Ferenc: Németh László háborús korszaka. 1938–1944; Szépirodalmi, Budapest, 1985
- A mindentudás igézete. Tanulmányok Németh Lászlóról; összeáll. Szegedy-Maszák Mihály; Magvető, Budapest, 1985 (JAK füzetek)
- Monostori Imre: Németh László Sátorkőpusztán; Komárom Megyei Tanács–HN Honismereti Bizottság, Tatabánya, 1985 (Komárom megyei honismereti kiskönyvtár)
- Sándor Iván: A Németh László-pör; Magvető, Budapest, 1986
- Cs. Varga István: Tanújelek. Írások Németh Lászlóról; Magvető, Budapest, 1987
- Dékány Endre: A magyar református egyház Németh László életművének a tükrében; Református Zsinati Iroda, Budapest, 1987 (Theologiai tanulmányok)
- Tanulmányok Németh Lászlóról. Az 1985. december 16-i székesfehérvári emlékülés előadásai; szerk. Bakonyi István, Horváth Júlia; Fejér Megyei Múzeumegyesület, Székesfehérvár, 1987 (A Fejér Megyei Múzeumegyesület kiadványai)
- Németh László Konferencia. Hódmezővásárhely, 1988. április 8.; szerk. Fogarasi Ágnes, Földesi Ferenc; Németh László Társaság–Tudományos Ismeretterjesztő Társulat, Budapest, 1988
- Zimonyi Zoltán: Öt közelkép. Tanulmányok Féja Gézáról, Németh Lászlóról és az irodalmi folyóiratszerkezetről; BAZ Megyei Tanács Művelődésügyi Osztálya–Magyar Írók Szövetségének Észak-magyarországi Csoportja, Miskolc, 1989
- Irodalmi tanulmányok. Németh László szellemében; Kilián Gimnázium, Budapest, 1989
- Lakatos István: Németh László betegsége és halála; TIT Komárom Megyei Szervezete–Új Forrás, Tatabánya, 1989 (Új forrás füzetek)
- Monostori Imre: Németh László Tanú-korszakának korabeli fogadtatása; Magvető, Budapest, 1989
- Hegedüs Loránt: Nyitás a végtelenre. Ady Endre, József Attila, Németh László; Szabadság Téri Református Egyházközség, Budapest, 1989
- Bakonyi István: Elidegenedés és társadalmi cselekvés. Tanulmány Németh László szépprózájáról; Vörösmarty Társaság, Székesfehérvár, 1990
- A gondolkodó Németh László. Konferencia Hódmezővásárhelyen 1990. április 28-án; szerk. Grezsa Ferenc; Németh László Társaság–Petőfi Művelődési Központ, Hódmezővásárhely, 1990 (Juss füzetek)
- Grezsa Ferenc: Németh László Tanú-korszaka; Szépirodalmi, Budapest, 1990
- Németh László. Bibliográfia; összeáll. Hartyányi István, Kovács Zoltán; PIM, Budapest, 1992 (A Petőfi Irodalmi Múzeum bibliográfiai füzetei. XX. századi magyar írók bibliográfiái)
- Az író rejtettebb birtokán. Írások Németh Lászlóról; szerk. Bakonyi István; Németh László Társaság–Vörösmarty Társaság, Hódmezővásárhely–Székesfehérvár, 1992
- Németh László: Galilei. A dráma „pere”, 1953–56; szerk. Töreki Attila; Csokonai Színház, Debrecen, 1994
- Bay Zoltán és Németh László. A tudós és az író; szerk. Márki-Zay János; ELFT Hódmezővásárhelyi Városi Hódmezővásárhely Csoport, Hódmezővásárhely, 1994 (Vásárhelyi horizont)
- Monostori Imre: Minőség, magyarság, értelmiség. Tizenkét fejezet Németh Lászlóról; Püski, Budapest, 1994
- In memoriam Németh László, 1901–1975; szerk. Máriás József; Misztótfalusi Kis Miklós Közművelődési Egyesület, Nagybánya, 1995 (EMKE füzetek)
- Olasz Sándor: Az író öntőformái. Nyugat-európai minták Németh László regényszemléletében; JAMK, Tatabánya, 1995 (Új Forrás könyvek)
- Lakatos István: Naplóm Németh Lászlóról. 1963–1975; Komárom-Esztergom Megyei Önkormányzat–JAMK–Új Forrás, Tatabánya, 1995 (Új Forrás könyvek)
- Heltai Nándor: „A kecskeméti oltóág”. Németh László és a hírös város; Kecskeméti Lapok Kft., Kecskemét, 1997
- Tíz év a halhatatlanságból. Írások Németh Lászlóról, 1987–1996; összeáll. Kőszegfalvi Ferenc; Németh László Városi Könyvtár, Hódmezővásárhely, 1997
- Vekerdi László: A sorskérdések árnyékában. Kalandozások Németh László világában; vál., szerk. Monostori Imre; JAMK, Tatabánya, 1997 (Új Forrás könyvek)
- Czine Mihály: Németh László eklézsiájában. Sors és irodalom; Püski, Budapest, 1997
- „Az író-vállalkozás”. Németh László. Életrajzi kronológia, 1-2.; összeáll., előszó, jegyz. Lakatos István; Argumentum, Budapest, 1997–1998
- Grezsa Ferenc: „A mintaélet forradalma”. Írások Németh Lászlóról; Tiszatáj Alapítvány, Szeged, 1998 (Tiszatáj könyvek)
- Dénes Iván Zoltán: Eltorzult magyar alkat. Bibó István vitája Németh Lászlóval és Szekfű Gyulával; Osiris, Budapest, 1999
- Németh László irodalomszemlélete; szerk. Görömbei András; Kossuth Egyetemi, Debrecen, 1999 (Csokonai könyvtár)
- Dékány Endre: „Szerettem az igazságot…”. A magyar református egyház Németh László életművének a tükrében; 2. átdolg. kiad.; Kálvin, Budapest, 1999
- Szárszó Budapesten. Előadások Németh László életművéről 1999. szeptember 25-én; Püski–Szárszó Baráti Kör, Budapest, 2000
- Domokos Mátyás: Írósors. Németh Lászlóról; Nap, Budapest, 2000
- „Megvolt a keresztelő is”. Dolgozatok Németh László irodalmi névadásáról; szerk. Kornyáné Szoboszlay Ágnes; KLTE Magyar Nyelvtudományi Intézet, Debrecen, 2000 (A debreceni Kossuth Lajos Tudományegyetem Magyar Nyelvtudományi Intézetének kiadványai)
- Alkat és mű. Németh László 1901–1975; Kalligram, Pozsony, 2001
- Németh László; tan., szövegvál. Katona András; OPKM–Kerület Pedagógiai Szolgáltató Központ, Budapest, 2001 (Tudós tanárok, tanár tudósok)
- Németh László emlékkönyv; szerk. Monostori Imre, Olasz Sándor; Tiszatáj Alapítvány, Szeged, 2001 (Tiszatáj könyvek)
- Németh László: Magyarok Romániában. Az útirajz és a vita; gyűjt., szövegvál., előszó, jegyz. Nagy Pál; Mentor, Marosvásárhely, 2001
- A minőség forradalmára. In memoriam Németh László; vál., szerk. Monostori Imre; Nap, Budapest, 2001 (In memoriam)
- Tüskés Tibor: Az édenalapító. Írások Németh Lászlóról; Pro Pannonia, Pécs, 2001 (Pannónia könyvek)
- Vallomások Németh Lászlóról. Mezőszilas, 1986; szerk. Alföldy Jenő; Helio-Biblos, Budapest, 2002
- „Magyarság és Európa”. Németh László irodalmi vitái. A Tokaji Írótábor 2001. évi tanácskozása; szerk. Serfőző Simon, fotó Sáray Ákos; Bíbor, Miskolc, 2002 (A Tokaji Írótábor évkönyve)
- Beke Albert: Problémák Németh László és Illyés Gyula körül; Szenci Molnár Társaság, Budapest, 2003 (A Herman Ottó Társaság nemzetpolitikai sorozata)
- Füzi László: A Semmi közelében. Három magatartás. József Attila, Németh László és Márai Sándor gondolkodói alkatáról; Kalligram, Pozsony, 2003
- „Én sosem kívántam más emlékművet…”. Vonulatok a Németh László recepció történetéből; vál., szerk. tan. Monostori Imre; Argumentum, Budapest, 2003
- Monostori Imre: Helykeresések. Három esettanulmány; Nap, Budapest, 2004 (Magyar esszék)
- Bertha Zoltán: „Világképteremtő enciklopédizmus”. Tanulmányok Németh Lászlóról; Kairosz, Budapest, 2005
- A prózaíró Németh László; szerk. Görömbei András; Kossuth Egyetemi, Debrecen, 2005 (Csokonai könyvtár)
- Lakatos István: „Gyermekeimért és érte”. Fejezetek Németh Ella életéből; Felsőmagyarország, Miskolc, 2001
- Lakatos István: Naplóm Németh Lászlóról. 1963–1975; Komárom-Esztergom Megyei Önkormányzat–JAMK–Új Forrás, Tatabánya, 1995 (Új Forrás könyvek)
- Monostori Imre: Németh László esszéírásának gondolati alaprétegei; Kortárs, Budapest, 2005
- „A megőrző megőrzése”. Németh László-bibliográfia, 1987–2003; összeáll. Kőszegfalvi Ferenc; Németh László Városi Könyvtár, Hódmezővásárhely, 2005
- Bakó Endre: „Debrecen, lelkem székvárosa”. Németh László és Debrecen; Hajdú-Bihari Múzeumok Igazgatósága–Debreceni Irodalmi Múzeum, Debrecen, 2006 (Magyar írók Debrecen-élménye)
- „Európai látókörű magyar”. Emlékezés Németh Lászlóra; szerk. Monostori Imre; Tiszatáj Alapítvány, Szeged, 2006 (Tiszatáj könyvek)
- Illyés Gyula és Németh László Balatonfüreden; szerk., összeáll. Praznovszky Mihály; Balatonfüred Városért Közalapítvány, Balatonfüred, 2007 (Balatonfüred Városért Közalapítvány kiadványai)
- Felszeghi Sára: Kór-képek. A betegség mint poétikai eszköz a magyar irodalomban; Napkút, Budapest, 2008
- Olasz Sándor: Németh László; Elektra, Budapest, 2008 (Élet-kép sorozat)
- Emlékhelyek. Németh László emlékezete; összeáll. Lakatos István; Tiszatáj Alapítvány, Szeged, 2009 (Tiszatáj könyvek)
- Dékány Endre: Kálvin Jánostól Németh Lászlóig. Tanulmányok és emlékezések; Pápai Református Gyűjtemények, Pápa, 2009
- Békés Márton: A hagyomány forradalma. Németh László politikája; Kortárs, Budapest, 2009 (Kortárs tanulmány)
- Szitár Katalin: A regény költészete. Németh László; Argumentum, Budapest, 2010 (Diszkurzívák)
- Németh Magda: Mélységből mélységbe. Németh László és családja, 1944–1945; Nap, Budapest, 2010 (Különleges könyvek)
- Olasz Sándor: A nyugati igény. Németh Lászlóról; Nap, Budapest, 2011 (Magyar esszék)
- Gál Mihály: „A nemzet lelkiismeretének”. Németh László dedikált könyvtára; Gondolat, Budapest, 2012
- Kocsis István: A fény éjszakája. Németh László és hősei. Dráma két részben; Hungarovox, Budapest, 2013
- Németh Judit: Németh László és a természettudományok. Előadások; Nap, Budapest, 2013 (Magyar esszék)
- A nevelés kozmológusai. Kodály Zoltán, Karácsony Sándor és Németh László megújító öröksége; szerk. Lázár Imre, Szenczi Árpád; átdolg., bőv. kiad.; KRE–L'Harmattan, Budapest, 2015 (Károli könyvek. Tanulmánykötet)
- Monostori Imre: Válogatott tanulmányok Németh Lászlóról; Nap, Budapest, 2016 (Magyar esszék)

## Emlékezete
- Csíkszentmihályi Róbert által alkotott szobrát 2006. április 28-án avatták fel a Pasaréti út és Radna utca sarkán.
- Németh László-díj
- Németh László Líceum Nagybányán, a Luminișului utca 1. szám alatt
- Németh László Gimnázium Budapesten, a XIII. kerületben
- Németh László Gimnázium Kecskeméten
- Németh László Gimnázium és Általános Iskola Hódmezővásárhelyen
- Németh László Általános Iskola Budapest VIII. kerületében
- Németh László Általános Iskola Felsőgödön
- Németh László Általános Iskola Mezőszilason
- Németh László Általános Iskola Székesfehérváron
- Németh László Városi Könyvtár Hódmezővásárhelyen